# Can You Hear Me
Can You Hear Me is het officiële themanummer voor het EK 2008, gezongen door de Spaanse zanger Enrique Iglesias. Het nummer, wat speciaal gemaakt is voor het Europees kampioenschap voetbal 2008 in Oostenrijk en Zwitserland is hiermee de opvolger van Hips Don't Lie van Shakira en Wyclef Jean, het themanummer tijdens het WK 2006.
Iglesias bracht het nummer live ten gehore brengen tijdens de finale van het EK, die gespeeld werd op 29 juni 2008 in de Oostenrijkse hoofdstad Wenen.
Het nummer zal ook verschijnen op een heruitgave van Iglesias' album Insomniac (2007). In het nummer heeft ook rapper Lil' Wayne een regel tekst, aan het einde van het nummer.

## Videoclip
De videoclip van het nummer ging op 6 juni 2008 in première. De regie van de clip was in handen van Paul Minor. In de clip zie je Iglesias optreden voor een uitzinnige menigte, afgewisseld door dansers/voetballers die verschillende kunstjes met een bal uitvoeren.
In de clip is in plaats van Lil' Wayne een andere rapper te zien, die dezelfde zin zegt als Wayne in het nummer zelf.

## Hitnotering
In Nederland werd het nummer sneller opgepakt dan in andere landen. Al na drie weken Top 40 kwam het nummer op de eerste plaats. Het is daarmee Enrique Iglesias' tweede nummer 1-hit, na Could I Have This Kiss Forever (één week op #1 in 2000). Het nummer volgde de EK Versie van Viva Hollandia door Wolter Kroes op als koploper in de hitlijst. Dit laatste nummer zakte vanaf #1 naar plaats achttien, de grootste daling vanaf één.
| "Can You Hear Me" in de Nederlandse Top 40 - binnen: 21 juni 2008 | "Can You Hear Me" in de Nederlandse Top 40 - binnen: 21 juni 2008 | "Can You Hear Me" in de Nederlandse Top 40 - binnen: 21 juni 2008 | "Can You Hear Me" in de Nederlandse Top 40 - binnen: 21 juni 2008 | "Can You Hear Me" in de Nederlandse Top 40 - binnen: 21 juni 2008 | "Can You Hear Me" in de Nederlandse Top 40 - binnen: 21 juni 2008 | "Can You Hear Me" in de Nederlandse Top 40 - binnen: 21 juni 2008 | "Can You Hear Me" in de Nederlandse Top 40 - binnen: 21 juni 2008 | "Can You Hear Me" in de Nederlandse Top 40 - binnen: 21 juni 2008 | "Can You Hear Me" in de Nederlandse Top 40 - binnen: 21 juni 2008 | "Can You Hear Me" in de Nederlandse Top 40 - binnen: 21 juni 2008 | "Can You Hear Me" in de Nederlandse Top 40 - binnen: 21 juni 2008 | "Can You Hear Me" in de Nederlandse Top 40 - binnen: 21 juni 2008 | "Can You Hear Me" in de Nederlandse Top 40 - binnen: 21 juni 2008 | "Can You Hear Me" in de Nederlandse Top 40 - binnen: 21 juni 2008 | "Can You Hear Me" in de Nederlandse Top 40 - binnen: 21 juni 2008 |
| Week                                                              | 1                                                                 | 2                                                                 | 3                                                                 | 4                                                                 | 5                                                                 | 6                                                                 | 7                                                                 | 8                                                                 | 9                                                                 | 10                                                                | 11                                                                | 12                                                                | 13                                                                | 14                                                                |                                                                   |
| ----------------------------------------------------------------- | ----------------------------------------------------------------- | ----------------------------------------------------------------- | ----------------------------------------------------------------- | ----------------------------------------------------------------- | ----------------------------------------------------------------- | ----------------------------------------------------------------- | ----------------------------------------------------------------- | ----------------------------------------------------------------- | ----------------------------------------------------------------- | ----------------------------------------------------------------- | ----------------------------------------------------------------- | ----------------------------------------------------------------- | ----------------------------------------------------------------- | ----------------------------------------------------------------- | ----------------------------------------------------------------- |
| Nummer                                                            | 7                                                                 | 3                                                                 | 1                                                                 | 1                                                                 | 2                                                                 | 3                                                                 | 6                                                                 | 8                                                                 | 9                                                                 | 11                                                                | 16                                                                | 18                                                                | 26                                                                | 34                                                                | uit                                                               |